# اقتصاد تجربی
اقتصاد تجربی (به انگلیسی: Experimental economics) روشی برای پاسخ دادن به پرسش‌های اقتصادی به وسیلهٔ آزمایش است (منظور نوعی از اقتصاد است، که جز بر تئوری و تاریخ از مطالعات و آزمایش‌های تجربی نیز بهره می‌برد (مانند علوم طبیعی)). در این روش نتیجه‌های به دست آمده از آزمایش‌ها برای محاسبهٔ اندازه تأثیر استفاده می‌شود و تئوری‌های اقتصادی مورد آزمایش قرار می‌گیرند. در این آزمایش‌ها معمولاً از وجه نقد (به انگلیسی:cash) به عنوان محرک آزمایش شوندگان برای شبیه‌سازی دنیای واقعی استفاده می‌شود. از این آزمایش‌ها برای تحلیل رفتار بازارها و دیگر سیستم‌های تبادلی استفاده می‌شود. اقتصاد تجربی و قانون شاخه ای از اقتصاد تجربی است که به منظور بررسی بنگاه‌ها و تأثیر قانون بر آنان تشکیل شده.
یک جنبه اساسی این بحث طراحی آزمایش است. آزمایش‌های انجام شده در این موضوع ممکن است میدانی یا در شرایط آزمایشگاهی انجام پذیرد که شامل دو دستهٔ تک نفره و گروهی می‌باشد. از دیگر روش‌های پژوهشی این شاخه از اقتصاد می‌توان از آزمایش طبیعی و شبه آزمایش نام برد.

## موضوعات اقتصاد تجربی
می‌توان اقتصاد تجربی را در این موضوعات طبقه‌بندی کرد:
- بازار
- بازی
- نظریه بازی‌ها به شکل تجربی(EGT)
- تصمیم‌گیری
- چانه زنی
- مزایدهورنون اسمیت از برندان نوبل اقتصاد در سال ۲۰۰۲ میلادی. حوزهٔ تحقیقاتی اسمیت اقتصاد تجربی است.
- هماهنگی و همگرایی
- ترجیحات اجتماعی
- یادگیری
- مطابقت
- آزمایش میدانی

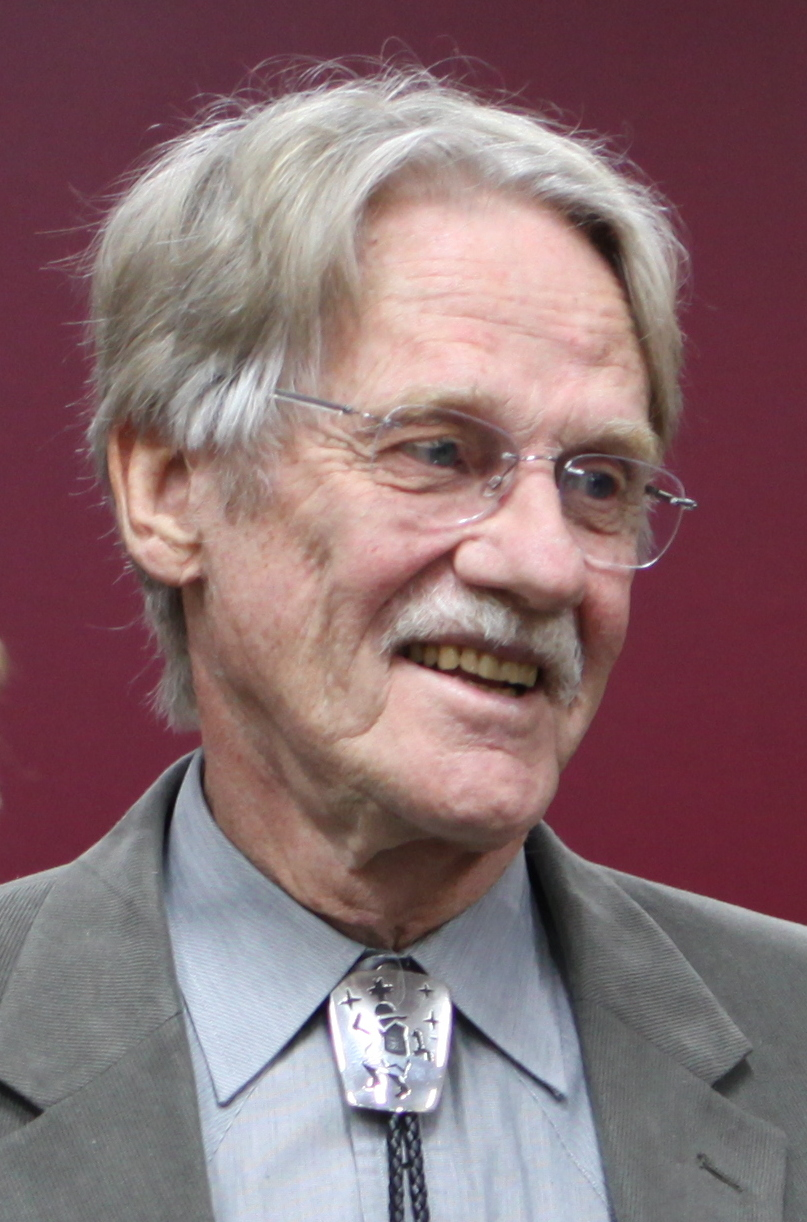
ورنون اسمیت از برندان نوبل اقتصاد در سال ۲۰۰۲ میلادی. حوزهٔ تحقیقاتی اسمیت اقتصاد تجربی است.

در اقتصاد آموزش یکی از موضوعات، تجربه‌های حاصل از آموزش اقتصاد است. از روش‌های جایگزین اقتصادی می‌توان به اقتصاد محاسباتی اشاره کرد.

### بازی‌های کوئوردیناسیون
بازی‌های کئوردیناسیون، بازی‌هایی با چند استراتژی تعادل نش است. به‌طور کلی دو دسته سئوال وجود دارد که اقتصاد تجربی به هنگام بررسی این دسته از بازی‌ها می‌پرسد: (۱) توانایی‌های یادگیری بازی بر روی یک تعادل، آیا می‌توان (با استفاده از روش‌های تجربی) مبانی ای را برای پیش‌بینی درست تعادلی که بدست خواهد آمد، ساخت؟ (۲) آیا نمونه مورد آزمایش قرار گرفته همگرا است؟ یا یادمی‌گیرد که همگرا شود (به بهترین تعادل پارتو) و اگرنه، آیا مکانیزم‌ها و شرایطی وجود دارند که باعث همگرایی نمونه مورد آزمایش به تعادل پارتو شود؟ مبانی انتخاب جستجوگرا، آنهایی هستند که امکان پیش‌بینی را صرفاً بر اساس اطلاعات بازی فراهم می‌کنند. اصول انتخاب قیاسی، اصولی هستند که به ما اجازه پیش‌بینی‌هایی را می‌دهند که صرفاً بر اساس خواص و مقادیر داخل بازی بنا شده‌اند. اصول انتخاب استنتاجی، اصولی هستند که پیش‌بینی‌ها را بر اساس خصوص دینامیکی تعیین می‌کنند. در عمل، تحت برخی شرایط حداقل گروهی از نمونه‌های آزمایش شده (یک گروه از مجموعه گروه‌ها) می‌توانند به بهترین تعادل پارتو که نا واضح و نا متقارن و پیچیده‌است، دست یابند. این در حالی است که تمام افراد مورد آزمایش قرار گرفته به شکل مجزا و بدون هیچ گونه ارتباط با دیگری تصمیم می‌گیرند، علت و نحوهٔ پدیدار شدن این حالت هنوز در حاله ای از ابهام قرار دارد.

### آزمایش‌های یادگیری محور
در بازی‌های تشکیل شده از دو بازیکن یا بیشتر، افراد اغلب باورهایی را دربارهٔ رفتار و تصمیم‌های دیگران (بازیکنان) شکل می‌دهند که این باورها معمولاً در طول زمان تغییر می‌کند. این مسئله به عنوان اعتقاد به یادگیری در بازی شناخته می‌شود. افراد تحت آزمایش قرار گرفته نیز معمولاً به انتخاب دوباره تصمیماتی که پیشتر به آنان سود رسانده تمایل بیشتری نشان می‌دهند. این مسئله به نام یادگیری تقویتی شناخته می‌شود.
اقتصاد دانان تجربی مدرن در سال‌های اخیر به دستاوردهای قابل توجه ای دست یافته‌اند و اقتصاد تجربی را به ابعاد جدیدی گسترش داده‌اند. روبرتو وبر به مسائلی در باب یادگیری بدون بازخورد پرداخت. دیوید کوپر و جان کیگل به بررسی انواع یادگیری‌ها در حالتی که استراتژی‌ها مشابه هم باشد پرداخته‌اند. ادو ارو و گرگ بارون یادگیری را به شکل شناختی بررسی کرده‌اند. دیل استاهل اصول یادگیری را در چارچوب قواعد تصمیم‌گیری بررسی کرده‌است. ویلفرد آمالدوس به تحلیل بازارهای مالی از طریق یادگیری ماشین‌هایی که دارای وزن نسبت به یادگیری هستند پرداخته‌است. آمون راپوروت، جیم پارکو و رایان مورفی تحقیقاتی را در مورد پارادوکس‌های تئوری بازی‌ها انجام داده‌اند (بازی هزارپا).

### عامل مبتنی بر مدلسازی محاسباتی
عامل مبتنی بر مدلسازی محاسباتی (به انگلیسی: Agent-based computational modeling) یک روش نسبتاً جدید در اقتصاد است، که از شاخه‌های اقتصاد تجربی شناخته می‌شود. در اینجا تمرکز بر روی فرآیندهای اقتصادی از جمله کل اقتصاد به عنوان یک سیستم پویای حاصل از تعامل عوامل یک پارادایم از سامانه‌های پیچیده انطباقی است. "عامل(agent)" اشاره به "متغییرهای قابل محاسبهٔ مدل شده با توجه قواعد" دارد نه مردم واقعی. عامل‌ها می‌توانند نشان دهنده نهادهای اجتماعی یا (و) فیزیکی باشند.

## روش‌شناسی

### راهبرد
اقتصاددانان تجربی به‌طور کلی از قیدهای زیر بهره می‌برند:
- تشویق افراد با استفاده از پول.
- انتشار دستورالعمل‌های کاملاً تجربی.
- عدم استفاده از فریب.
- اجتناب از معرفی متن‌های خاص پیچیده.

### انتقادات
از راهبردهای بالا برای طراحی انتقادات به اقتصاد تجربی استفاده شده‌است. به شکل خاص، مشاهده‌های اقتصادی معمولاً در ابعاد مرتبط به صحیح بودن درونی و بیرونی به چالش کشیده می‌شوند، برای مثال، ادعا می‌شود که این مدل‌ها استفاده ای برای بررسی بسیاری از رفتارهای اقتصادی ندارند و نتایج بدست آمده از این آزمایش‌ها به اندازهٔ کافی برای بدست آوردن نتایج قابل قبول، خوب نیستند.